# Grand Prix moto du Brésil 1987
Le  Grand Prix moto du Brésil 1987 est la quatorzième manche du championnat du monde de vitesse moto 1987. La compétition s'est déroulée du 25 au 27 septembre 1987 sur l'Autódromo Internacional Ayrton Senna connu sous le nom de circuit de Goiânia.
C'est la première édition du Grand Prix moto du Brésil.

## Classement500 cm3
| Pos  | Pilote              | Constructeur | Temps/Écart     | Points |
| ---- | ------------------- | ------------ | --------------- | ------ |
| 1    | Wayne Gardner       | Honda        | 47 min 39 s 570 | 20     |
| 2    | Eddie Lawson        | Yamaha       | +5 s 190        | 17     |
| 3    | Randy Mamola        | Yamaha       | +12 s 610       | 15     |
| 4    | Didier de Radigues  | Cagiva       | +24 s 420       | 13     |
| 5    | Christian Sarron    | Yamaha       | +25 s 590       | 11     |
| 6    | Shunji Yatsushiro   | Honda        | +42 s 330       | 10     |
| 7    | Tadahiko Taira      | Yamaha       | +51 s 710       | 9      |
| 8    | Niall Mackenzie     | Honda        | +56 s 690       | 8      |
| 9    | Pierfrancesco Chili | Honda        | +1 min 01 s 120 | 7      |
| 10   | Mike Baldwin        | Yamaha       | +1 min 03 s 720 | 6      |
| 11   | Ron Haslam          | Honda        | +1 tour         | 5      |
| 12   | Marco Gentile       | Fior         | +1 tour         | 4      |
| 13   | Wolfgang von Muralt | Suzuki       | +1 tour         | 3      |
| 14   | Vincenzo Cascino    | Suzuki       | +1 tour         | 2      |
| 15   | Gerhardt Vogt       | Suzuki       | +1 tour         | 1      |
| Abd. | Raymond Roche       | Cagiva       | Abandon         |        |
| Abd. | Rob McElnea         | Suzuki       | Abandon         |        |

## Classement250 cm3
| Pos  | Pilote               | Constructeur | Temps/Écart     | Points |
| ---- | -------------------- | ------------ | --------------- | ------ |
| 1    | Dominique Sarron     | Honda        | 41 min 22 s 220 | 20     |
| 2    | Sito Pons            | Honda        | +3 s 440        | 17     |
| 3    | Carlos Cardùs        | Honda        | +5 s 880        | 15     |
| 4    | Reinhold Röth        | Honda        | +12 s 700       | 13     |
| 5    | Carlos Lavado        | Yamaha       | +12 s 790       | 11     |
| 6    | Luca Cadalora        | Yamaha       | +13 s 230       | 10     |
| 7    | Anton Mang           | Honda        | +14 s 380       | 9      |
| 8    | Loris Reggiani       | Aprilia      | +18 s 040       | 8      |
| 9    | Masao Shimizu        | Honda        | +20 s 950       | 7      |
| 10   | Juan Garriga         | Yamaha       |                 | 6      |
| 11   | Urs Lüzi             | Honda        |                 | 5      |
| 12   | Jean-François Baldé  | Yamaha       |                 | 4      |
| 13   | Stéphane Mertens     | Sekitoba     |                 | 3      |
| 14   | Patrick Igoa         | Yamaha       |                 | 2      |
| 15   | Stefano Caracchi     | Honda        |                 | 1      |
| 16   | Guy Bertin           | Honda        |                 |        |
| 17   | Jean-Michel Mattioli | Honda        |                 |        |
| 18   | Jean Foray           | Yamaha       |                 |        |
| 19   | Jean-Philippe Ruggia | Yamaha       |                 |        |
| 20   | Alberto Puig         | Rieju        |                 |        |
| 21   | Bruno Bonhuil        | Honda        |                 |        |
| 22   | Luis Lavado          | Yamaha       |                 |        |
| 23   | Hervé Duffard        | Honda        |                 |        |
| 24   | Eduardo Aleman       | Yamaha       |                 |        |
| Abd. | Fernando Gonzalez    | JJ Cobas     | Abandon         |        |
| Abd. | Alain Bronec         | Honda        | Abandon         |        |
| Abd. | Sergio Granton       | Yamaha       | Abandon         |        |
| Abd. | Martin Wimmer        | Yamaha       | Abandon         |        |